# Dionísio (Minas Gerais)
Dionísio es un municipio brasileño del estado de Minas Gerais. Se localiza a una latitud de 19º50'34" sur y a una longitud de 42º46'36" oeste, estando a una altitud de 355 metros. Su población estimada en 2004 era de 10.212 habitantes. 
Posee una superficie de 343,422 km². Está subdividido en 3 distritos: Concepción de Minas, Baixa-verde y la capital.